# Rhabdomastax spinulosa
Rhabdomastax spinulosa är en insektsart som först beskrevs av Marius Descamps 1965.  Rhabdomastax spinulosa ingår i släktet Rhabdomastax och familjen Episactidae. Inga underarter finns listade i Catalogue of Life.